# Collection of Power
Collection of Power (en español: Colección de poder) es un EP de la banda alemana de heavy metal Axxis y fue lanzado por Massacre Records en 2000.
En la portada de este disco se puede leer la leyenda «Live, Acoustic and Unreleased» («En vivo, acústico e inédito» en español), refiriéndose al contenido del mismo; Collection of Power enlista cuatro canciones en directo, dos en versión acústica y una melodía nueva.
Las canciones en vivo fueron grabadas durante la gira realizada a principios de 2001 en Alemania junto al grupo PC69.  Tanto los temas acústicos como el inédito fueron grabados y mezclados en el estudio SoundWorxx, en Berkgamen, Renania del Norte-Westfalia, Alemania.
Además de las canciones del álbum, Collection of Power contiene también un protector de pantalla.

## Lista de canciones
| Lado A |                                      |                                  |          |  |
| N.º    | Título                               | Escritor(es)                     | Duración |  |
| 1.     | «Shadowman» (en vivo)                | Berhnard Weiss / Harry Oellers   | 4:11     |  |
| 2.     | «Flashback Radio» (en vivo)          | Weiss / Oellers                  | 4:28     |  |
| 3.     | «Little War» (en vivo)               | Weiss / Oellers / Walter Pietsch | 4:01     |  |
| 4.     | «Kings Made of Steel» (en vivo)      | Weiss / Pietsch                  | 4:21     |  |
| 5.     | «Julia» (versión acústica)           | Bernhard Weiss                   | 3:16     |  |
| 6.     | «Heaven in Black» (versión acústica) | Weiss / Oellers                  | 3:40     |  |
| 7.     | «Moonlight» (versión de estudio)     | Bernhard Weiss                   | 4:50     |  |

## Créditos
- Bernhard Weiss — voz principal y guitarra rítmica
- Harry Oellers — teclados y coros
- Guido Wehmeyer — guitarra líder y coros
- Kuno Niemayer — bajo
- Richard Michalski — batería